# Zheng Zhi
Zheng Zhi (chin. upr.: 郑智; chin. trad.: 鄭智; pinyin: Zhèng Zhì; ur. 20 sierpnia 1980 w Shenyangu) – chiński piłkarz, który występował na pozycji pomocnika. Większość swojej kariery spędził w chińskiej drużynie Guangzhou Evergrande.

## Kariera piłkarska

### Klubowa
Zheng Zhi swą profesjonalną karierę piłkarską rozpoczynał w 2001, jako zawodnik Shenzhen Jianlibao. Przez 3 sezony rozegrał tam 77 spotkań w lidze chińskiej. Strzelił 14 bramek. Od 2005 grał w barwach Shandong Luneng. W ciągu trzech sezonów w tej drużynie wystąpił 45 razy w lidze i strzelił 31 bramek.
29 grudnia 2006 został wypożyczony do angielskiego Charltonu Athletic, gdzie w 12 meczach strzelił 1 bramkę. Władze Charltonu zdecydowały się skorzystać z opcji wykupienia Zhenga i został on zawodnikiem angielskiej drużyny. W sezonie 2007/2008 grał w sumie w 45 oficjalnych meczach Charltonu, w których strzelił 9 goli. W kolejnym sezonie wystąpił już tylko 13 razy w Championship i zdobył 1 bramkę.
1 września 2009 Zheng Zhi podpisał dwuletni kontrakt ze szkockim Celtikiem. Stał się drugim w historii po Du Weiu zawodnikiem klubu z Glasgow pochodzącym z Chin.
28 czerwca 2010 Zheng powrócił do swojego kraju i podpisał kontrakt z Guangzhou Evergrande na zasadzie wolnego transferu.

### Reprezentacyjna
Han Peng był kapitanem reprezentacji Chin. Taką funkcję pełnił również podczas Igrzysk Olimpijskich w Pekinie. Był również powołany na Puchar Azji 2004 i Puchar Azji 2007.